# 少年法庭 (電視劇)
《少年法庭》（：／），為2022年2月25日播出的Netflix韓國律政劇，由《Life》、《她的私生活》的洪鍾燦導演與金玟錫編劇合作打造。此劇講述厭惡少年犯而聞名的法官奉命到地方法院的少年法庭執行職務，努力在自身厭惡少年犯的個人情感和追求公義刑罰的堅定信念間求取平衡的故事。

## 演員陣容

### 主要人物
| 演員   | 角色   | 介紹 |
| 金憓秀 | 沈恩錫 | 少年刑事合議庭右陪席法官。因通常對少年犯量刑定為最高的十級，人稱“十恩錫”。自身曾為少年犯罪的受害人故此極度厭惡少年犯並做出冷酷判斷。                         |
| 金武烈 | 車泰柱 | 少年刑事合議庭左陪席法官，曾為少年犯其後受當時負責其案的法官勸勉從而洗心革面，故此與沈恩錫不同，希望以溫柔的方式對待少年犯。有時會感情用事而與沈恩錫有衝突。 |
| 李聖旻 | 姜源中 | 少年刑事合議庭部長。22年的法官生涯，在現實與理想中掙扎，是一個充滿野心和魅力的複雜角色。對擅自調查辦案的沈恩錫感到頭痛。                                     |
| 李姃垠 | 羅瑾熙 | 新任少年刑事合議庭部長。有著與沈恩錫不同的價值觀，認為沒必要花費太多時間審案；但其實是不想讓案件有他人介入的機會。                                           |

### 延和地方法院
| 演員   | 角色   | 介紹                       |
| 崔政宇 |        | 法院院長。                 |
| 李尚熙 | 周怜實   | 少年刑事合議庭庭務官。     |
| 申宰輝 | 徐笵   | 少年刑事合議庭事務官。     |
| 朴智妍 | 禹秀美 | 少年刑事合議庭調解組主任。 |
| 琴光山 | 金正漢 | 法庭警察。                 |

### 少年犯
| 演員   | 角色   | 介紹                                                   |
| 趙美女 | 吳雪雅 | 延州女子高中學生，經常性竊盜。                         |
| 李妍   | 白成友 | 延和國小學童凶殺案加害人。患有思覺失調症。             |
| 黃賢貞 | 韓睿恩 | 延和國小學童凶殺案加害人。延州女子高中一年級，休學中。 |
| 沈達琪 | 徐有悧 | 家庭暴力被害人。                                       |
| 徐秀熙 | 白夏璘 | 因竊盜被捕的離家出走少女。                             |
| 金寶英 | 崔瑛娜 | 因性交易案件住進蔚藍青少年恢復中心。                   |
| 河以安 | 禹敏敬 | 因暴力行為與竊盜住進蔚藍青少年恢復中心。               |
| 崔智秀 | 吳妍知 | 因暴力行為與竊盜住進蔚藍青少年恢復中心。               |
| 朴正允 | 陶裕慶 | 蔚藍青少年恢復中心集體霸凌的被害人，住院中。           |
| 尹瑞娥 | 高慧琳 | 蔚藍青少年恢復中心集體霸凌加害人之一。                 |
| 趙允秀 | 尹恩貞 | 蔚藍青少年恢復中心集體霸凌加害人之一。                 |
| 金俊浩 | 姜信宇 | 姜源中的大兒子。聞匡高中集體舞弊洩題案件被告人之一。   |
| 張大雄 | 李惜炫 | 聞匡高中集體舞弊洩題案件被告人之一。                   |
| 宋德浩 | 郭道皙 | 未成年無照駕駛交通事故案件加害人 。                    |
| 李碩珩 | 李楠景 | 未成年無照駕駛交通事故案件被告人之一 。                |
| 鄭受彬 | 白媄珠 | 未成年無照駕駛交通事故案件被告人之一 。                |
| 鄭世賢 | 黃仁俊 | 延和集體性侵案件加害人。                               |
| 金俊成 | 吳境秀 | 延和集體性侵案件加害人。                               |
| 金道健 | 徐東均 | 延和集體性侵案件加害人。                               |
| 金均河 | 白度炫 | 延和集體性侵案件加害人。                               |
| 姜彩英 | 姜善雅 | 延和集體性侵案件被害人。                               |

### 其他人物
| 演員   | 角色     | 介紹                                                                                     |
| 朴鍾煥 | 高強植   | 延和警察局女青科科長。雖然對少年事件漠不關心，但是和沈恩錫一起解决社會上蔓延的少年案件。 |
| 申妍宇 | 智賢     | 延和警察局女青科警察，高強植的搭檔。                                                     |
| 李柱原 | 尹知煦   | 延和國小學童凶殺案被害人。                                                               |
| 朴寶京 |          | 尹知煦的母親。                                                                           |
| 金英雅 | 許贊墨   | 巨步法律事務所律師，韓睿恩的輔佐人。                                                     |
| 朴玉出 |          | 白成友的母親。                                                                           |
| 玄奉植 | 徐元植   | 徐有悧的父親。                                                                           |
| 李珠實 |          | 徐有悧的奶奶。                                                                           |
| 朴美賢 |          | 姜源中的妻子。                                                                           |
| 廉惠蘭 | 吳宣慈   | 前青少年諮詢講師。現任蔚藍青少年恢復中心主任。                                           |
| 李春   |          | 交通事故被害人吳奎爽的妻子。                                                             |
| 劉宰明 | 嚴峻奇   | 國會議員。                                                                               |
| 柳正浩 |          |                                                                                          |
| 劉成柱 |          | SY化學代表。                                                                             |
| 金柱憲 | 南宮理煥 | 大檢察廳檢察官，沈恩錫前夫。                                                             |
| 全國香 |          | 南宮理煥的母親。相當厭惡沈恩錫。                                                         |
| 崔志燮 |          | 用鐵練將門鎖上，防止援交女收了錢就逃走的嫖客。                                           |
| 崔熙真 | 韓智媛   |                                                                                          |

## 提名及獲獎列表
| 年份   | 頒獎典禮              | 獎項                      | 入圍者 | 結果 |
| 2022年 | 第58屆百想藝術大獎    | 電視部門 劇本獎           | 金玟錫 | 獲獎 |
| 2022年 | 第58屆百想藝術大獎    | 電視部門 女子最優秀演技獎 | 金憓秀 | 提名 |
| 2022年 | 第58屆百想藝術大獎    | 電視部門 女子新人演技獎   | 李妍   | 提名 |
| 2022年 | 第1屆青龍系列大獎     | 電視劇部門 女主角獎       | 金憓秀 | 提名 |
| 2022年 | 第1屆青龍系列大獎     | 電視劇部門 女配角獎       | 李姃垠 | 提名 |
| 2022年 | 第8屆APAN Star Awards | 作家獎                    | 金玟錫 | 提名 |
| 2022年 | 第8屆APAN Star Awards | OTT女子優秀演技獎         | 李姃垠 | 提名 |
| 2022年 | 第8屆APAN Star Awards | OTT女子最優秀演技獎       | 金憓秀 | 提名 |
| 2022年 | 第5屆亞洲影藝創意大獎 | 最佳女主角                | 金憓秀 | 提名 |
| 2022年 | 第5屆亞洲影藝創意大獎 | 最佳女配角                | 李姃垠 | 提名 |

## 外部連結
- 在Netflix上觀看《少年法庭》
- Daum上《少年法庭》的資料